# لاوکرفت کانتری
لاوکرفت کانتری یک سریال تلویزیونی درام ترسناک آمریکایی است که توسط میشا گرین بر اساس رمان ۲۰۱۶ به همین نام نوشته مت راف ساخته شده‌است. در این مجموعه تلویزیونی جرنی اسمالت و جاناتان میجرز نقش‌آفرینی می‌کنند که در تاریخ ۱۶ اوت سال ۲۰۲۰ در اچ‌بی‌او به نمایش درآمد.
این سریال کنسل شده‌است. این سریال توسط Monkeypaw Productions، بد روبات و وارنر برادرز تله‌ویژن ساخته شده‌است.

## داستان
سریال ماجراهای آتیکوس بلک (با نقش‌آفرینی جاناتان میجر) را روایت می‌کند که به‌همراه دوستش لتیشیا (با بازی جرنی اسمالت) و عمویش جورج (با بازی کورتنی بی. ونس) در زمان اجرای قوانین «جیم کرو» در دههٔ پنجاه آمریکا راهی یک سفر جاده‌ای برای یافتن پدر گمشدهٔ خود (با نقش‌آفرینی مایکل کی ویلیامز) می‌شود. آن‌ها در این ماجراجویی باید برای بقا تلاش کنند و بر هیولاهای دلهره‌آور و ترسناک و البته نژادپرستی حاکم بر ایالات متحدهٔ آمریکا فائق آیند.

## پخش
این سریال از ۱۶ اوت ۲۰۲۰ در HBO به نمایش درآمد و در ده قسمت ساخته شده‌است.